# Rotenbruchbach und Kannenhau
Das Naturschutzgebiet Rotenbruchbach und Kannenhau liegt auf dem Gebiet der Stadt Stolberg in der Städteregion Aachen in Nordrhein-Westfalen.
Das Gebiet erstreckt sich östlich der Kernstadt von Stolberg und südöstlich von Heistern, einem Gemeindeteil von Langerwehe im Kreis Düren. Westlich des Gebietes verläuft die Landesstraße L 12 und liegt das etwa 3,6 ha große Naturschutzgebiet (NSG) Werschsiefen und – auf dem Gebiet der Gemeinde Langerwehe im Kreis Düren – westlich und nördlich das etwa 266,9 ha große NSG Teilflächen und Gewässerstrukturen im Meroder und Laufenburger Wald und nördlich das etwa 6,5 ha große NSG Halde und Abgrabung östlich Schönthal.

## Bedeutung
Das etwa 21,5 ha große Gebiet wurde im Jahr 2005 unter der Schlüsselnummer ACK-016 unter Naturschutz gestellt.
Schutzziele sind die Erhaltung und die Entwicklung naturnaher Laubbestände und Fließgewässer mit begleitenden Erlenauenwäldern und Sumpfwäldern.